# شناسه فرایند
شناسه فرایند (به انگلیسی: Process identifier) که به صورت process ID و PID هم شناخته می‌شود؛ عددی در هسته سیستم‌عامل است که از آن موقتاً برای شناسایی یک فرایند منحصربه‌فرد استفاده می‌شود. این عدد را می‌توان به عنوان پارامتر در فراخوان‌های سیستمی متعددی برای مدیریت یک فرایند به کار برد. برای مثال می‌توان اولویت یک فرایند را تغییر داد یا فرایند مورد نظر را از بین برد.

## در سیستم‌عامل‌های شبه یونیکس
در سیستم‌عامل‌های شبه یونیکس، فرایندهای جدید توسط فراخوان سیستمی fork ایجاد می‌شوند. شماره شناسایی یا همان PID فرایند ایجاد شده به فرایند والد برگردانده می‌شود و بدین ترتیب فرایند والد می‌تواند از این PID در فراخوان‌های سیستمی دیگر استفاده کند. به عنوان مثال، فرایند والد می‌تواند با استفاده از waitpid منتظر بماند تا اجرای فرایند فرزند به اتمام برسد یا اینکه با استفاده از kill فرایند فرزند را از بین ببرد. همچنین به کمک فراخوان getpid()‎ می‌توان شماره PID فرایند جاری و همچنین به کمک getppid()‎ می‌توان شماره PID فرایند والد را بدست آورد.
شماره PID معمولاً به صورت ترتیبی به فرایندها اختصاص می‌یابند. مثلاً اولین فرایندی که در سیستم ایجاد می‌شود شماره PID یک را دریافت می‌کند، دومین فرایند شماره ۲ و به همین ترتیب و این کار تا رسیدن به نهایت اندازه مجاز ادامه دارد. (شماره صفر برای هسته سیستم‌عامل رزرو شده است)